# Пономарёв, Александр Сергеевич (политик)
Пономарёв Алекса́ндр Серге́евич (род. 7 января 1962, Бердянск, Запорожская область, УССР, СССР) — украинский экономист и политик. Народный депутат Украины VII, VIII и IX созывов.

## Образование
- Учился в Запорожском машиностроительном институте имени В.  Я.  Чубаря на факультете электронной техники.
- Учился в Академии управления и информационных технологий «АРИУ» г. Запорожье по направлению подготовки «Менеджмент».
- Кандидат экономических наук по специальности «Экономика и управление предприятиями (по видам экономической деятельности)».

## Трудовая деятельность
- 1980—1983 — слесарь механосборочных работ на «Первомайском заводе» в г. Бердянске Запорожской области.
- 1983 — 1986 — контролёр по автотранспорту на «Первомайском заводе».
- 1986 — 1995 — техник по текущему ремонту и обслуживанию радиооборудования коммунального автотранспортного предприятия Бердянска.
- 1995—1997 — занимался частной предпринимательской деятельностью.
- 1998—2012 — председатель правления ЗАО «Бердянский райагропромснаб», Бердянск.

## Общественно-политическая деятельность
- 2002—2006 — депутат Запорожского областного совета.
- 2006 — был избран членом исполнительного комитета Бердянского городского совета.
- 2010—2012 — депутат Запорожского областного совета.
- 2012 — Народный депутат Украины VII созыва, избирательный округ № 78, Запорожская область, самовыдвижение.
- 27 ноября 2014 года — Народный депутат Украины VIII созыва. Избирательный округ № 78, Запорожская область, самовыдвижение.
- Член депутатской группы «Воля народа».
- Председатель подкомитета по вопросам автомобильных дорог и дорожного хозяйства Комитета Верховной Рады Украины по вопросам транспорта.
- Член партии «Оппозиционная платформа — За жизнь» (запрещена на Украине с 2022 года).

После начала российского вторжения уехал с Украины, однако впоследствии вернулся. 
24 июля 2023 года Пономарёв получил от СБУ и Государственного бюро расследований уведомление о подозрении в госизмене; он подозревается в перерегистрации подконтрольных ему предприятий в Запорожской области по законодательству РФ и поставке этими предприятиями горюче-смазочных материалов российской армии. Политик был задержан.